# Гранжан, Оливье
Оливье́ Гранжан (фр. Olivier Grandjean; род. 15 августа 1957 года) — швейцарский и международный телеведущий. Известен как постоянный рефери телешоу «Большие гонки».

## Деятельность
Оливье Гранжан принимает участие в разнообразных проектах и работает в разных сферах, о чём заявляет сам:
- Ведущий различных развлекательных и игровых телешоу (c 1981);
- Рефери и конферансье международной телепередачи «Intervilles»;
- Актер в рекламе, ТВ-шоу, театре;
- Певец в ТВ-клипах;
- Продюсер художественных и спортивных мероприятий.

### Проекты
- Велосипедный тур в Реюньон и другие мероприятия на этом острове;
- Радиопередачи в Швейцарии и Реюньоне;
- Личная документалистика (записанная в Швейцарских Альпах) о Клоде Нугаро, друге Оливье Гранжана: «Les 60èmes flamboyants»;
- Фестивали Golden Rose в Москве и Golden Rose в Монтрё;
- Телешоу «Surprise sur Prise» (Канада, Бельгия, Франция и Швейцария);
- 50-летний юбилей Счастливого Люка (англ. Lucky Luke), персонажа бельгийских комиксов;
- Множество шоу и игр для «Télévision Suisse Romande» (Швейцария).

### Международные проекты

#### Россия
- 2005—2014 — Большие гонки (Первый канал) — рефери

#### Украина
- 2005—2006 — Игры патриотов (Интер) — рефери
- 2011 — Битва наций (ICTV) — рефери

#### Беларусь
- 2008—2009 — Битва городов (ОНТ) — рефери
- 2009—2011 — Битва титанов (ОНТ) — рефери

#### Казахстан
- 2007—2015 — Намыс дода (Qazaqstan) — рефери

#### Франция
- 2014—2016 — Intervilles International (Gulli) — рефери